# Dario Maresic
Dario Maresic (* 29. September 1999 in Graz) ist ein österreichischer Fußballspieler auf der Position eines Abwehrspielers.

## Karriere

### Verein
Maresic begann seine Karriere bei seinem Heimatverein SV Frohnleiten, bei dem er um seinen sechsten Geburtstag zu spielen begann. Nachdem er mit seinem Jahrgang des Öfteren an Turnieren teilnahm, bei denen auch Jugendmannschaften des SK Sturm Graz vertreten waren und er hierbei durch seine Leistung auffiel, kam schon bald der damalige Jugendleiter des SK Sturm auf ihn zu, um ihn zum steirischen Hauptstadtklub zu holen. Nachdem er zuvor zweimal abgesagt hatte, überredete ihn sein Vater doch zu einem Wechsel in die Landeshauptstadt, wohin er Anfang April 2007 wechselte. Nachdem er zunächst in den Nachwuchsmannschaften und der Akademie gespielt hatte, debütierte er am 21. März 2015 als erst 15-Jähriger für die zweite Mannschaft der Grazer in der Regionalliga, als er am 19. Spieltag der Saison 2014/15 gegen den SC Kalsdorf in der Startelf aufgeboten wurde.
Zur Saison 2016/17 rückte Maresic in den Profikader auf. Nachdem er im Juli 2016 erstmals im Kader der Bundesligamannschaft gestanden war, gab er am 9. April 2017 sein Debüt in der Bundesliga, als er am 28. Spieltag jener Saison gegen den FC Red Bull Salzburg in der Startaufstellung stand und in der 70. Minute durch Sascha Horvath ersetzt wurde. Maresic war mit 17 Jahren, 6 Monaten und 11 Tagen der jüngste Spieler, der jemals bei seinem Debüt für den SK Sturm Graz in der österreichischen Bundesliga in der Startelf gestanden war.
Im August 2019 wechselte er nach Frankreich zu Stade Reims, wo er einen bis Juni 2024 laufenden Vertrag erhielt. In Reims konnte er sich allerdings nicht durchsetzen: In seiner ersten Spielzeit kam er bis zum Saisonabbruch zu einem Einsatz in der Ligue 1, in der Saison 2020/21 absolvierte er acht Partien. Daraufhin kehrte er im Juli 2021 nach Österreich zurück und wechselte leihweise zum LASK. Beim LASK Konnte er sich jedoch nicht durchsetzen und kam in der Saison 2021/22 nur achtmal in der Bundesliga zum Einsatz. Zur Saison 2022/23 wurde er nach Kroatien an den NK Istra 1961 weiterverliehen. Für Istra absolvierte er 27 Partien in der 1. HNL.
Zur Saison 2023/24 kehrte Maresic zunächst nach Reims zurück, ehe er Ende Juli 2023 fest von Istra verpflichtet wurde.

### Nationalmannschaft
Maresic spielte im Februar 2015 erstmals für die österreichische U-16-Auswahl. Im August 2015 kam er gegen Montenegro zu seinem ersten Einsatz für die U-17-Auswahl.
Im April 2017 absolvierte er ein Spiel für die U-18-Auswahl. Im Juni 2017 debütierte er in einem Testspiel gegen Ungarn für die U-21-Mannschaft. In jenem Spiel, das Österreich 2:1 gewann, erzielte er auch sein erstes Tor für eine österreichische Auswahl.

## Erfolge
- Österreichischer Cup-Sieger: 2018